# Ellis Park Stadium
Emirates Airline Park, mest känd för det tidigare namnet Ellis Park är en idrottsarena för fotboll, rugby och friidrott i Johannesburg i Sydafrika. Under världsmästerskapet i fotboll 2010 spelades fem gruppspelsmatcher, en åttondelsfinal samt en kvartsfinal här.

## Evenemang
- Landskamper i fotboll och rugby union
- Finalen i Confederations Cup 2009
- Finalen i VM i rugby 1995